# Ražice (nádraží)
Ražice  jsou železniční stanice v severní části obce Ražice v okrese Písek v Jihočeském kraji, nedaleko Ražického rybníka. Leží na železničních tratích Plzeň – České Budějovice a Tábor–Ražice. Stanice je elektrizovaná soustavou 25 kV, 50 Hz AC.

## Historie
Stanice byla vybudována jakožto součást Dráhy císaře Františka Josefa (KFJB) spojující Vídeň, České Budějovice a Plzeň, roku 1872 prodloužené až do Chebu na hranici Německa, podle typizovaného stavebního návrhu. 1. září 1868 byl s místním nádražím uveden do provozu celý nový úsek trasy z Českých Budějovic do Plzně.
V roce 1889 proťala nádraží železnice vedená z Tábora budovaná státní společností Českomoravská transverzální dráha (BMTB), čímž došlo k faktickému propojení železničních úseků České Budějovice-Plzeň a České Budějovice-Praha (nádraží KFJB). BMTB zde postavila též vlastní výpravní budovu na východní straně staršího nádraží a lokomotivní točnu pro obsluhu své trati. Po zestátnění KFJB v roce 1884 pak obsluhovala stanici jedna společnost, Císařsko-královské státní dráhy (kkStB), po roce 1918 pak správu přebraly Československé státní dráhy, do jejicž sítě byala začleněna i Českomoravská transverzální dráha.
Elektrická trakční soustava zde byla zprovozněna 29. listopadu 1968.

## Popis
Ve stanici jsou čtyři jednostranná nástupiště, z toho jedno vnější (u nádražní budovy). Ostatní nástupiště jsou vnitřní s přístupem cestujících po přechodech přes koleje.